# Tech for Palestine
Tech for Palestine (T4P), littéralement en français : Technologie pour la Palestine, est une initiative coordonnée réunissant des technologues, des organisations de défense des droits numériques et des groupes de défense qui s'engagent dans les questions liées au conflit israélo-palestinien par le biais de la technologie et soutiennent la libération de la Palestine
. Les activités menées dans le cadre de cette initiative comprennent l'organisation interne par les employés des entreprises technologiques, des campagnes publiques et le soutien à l'accès des Palestiniens aux outils et infrastructures numériques,. Tech for Palestine est fondée à la suite des attaques du 7 octobre et de la guerre en cours à Gaza. Tech for Palestine a été accusé de se livrer, par le biais de quelques contributeurs,, à des activités de démarchage et à d'autres comportements contraires aux conditions d'utilisation, aux politiques et aux directives du site Wikipédia. Le groupe est critiqué pour avoir « effacé des faits essentiels concernant le Hamas et réécrit l'histoire d'Israël [sur Wikipédia] ».